# .su
.su je vrhovna internetska domena (country code top-level domain - ccTLD) za bivši Sovjetski Savez. Iako SSSR više ne postoji kao država, domena kojom upravlja Ruski institut za javne mreže, i dalje se koristi.

## Vanjske poveznice
- IANA .su whois informacija  Arhivirana inačica izvorne stranice od 7. studenoga 2006. (Wayback Machine)